# Oleg Bassilachvili
Oleg Valérianovitch Bassilachvili (Оле́г Валериа́нович Басилашви́ли), né le 26 septembre 1934 à Moscou, est un acteur soviétique et russe qui a marqué plusieurs générations.

## Biographie
Oleg Bassilachvili est le fils de Valérian Nochrévanovitch Bassilachvili (1900-1975) - d'origine géorgienne - directeur de l'école polytechnique de Moscou, et de son épouse, née Irina Sergueïevna Ilinskaïa (1908-1980), professeur de linguistique, dont le père - architecte et prêtre orthodoxe - participa à la construction de la première cathédrale du Christ-Sauveur de Moscou et construisit l'église Saint-Hadrien-et-Sainte-Nathalie de Babouchkino (dans le nord du territoire actuel de Moscou). Le jeune Oleg est évacué pendant la Grande Guerre patriotique auprès de son grand-père paternel en Géorgie.
Il sort diplômé de l'école-studio du théâtre d'art de Moscou (MKhAT) en 1956, où il étudie avec toute une génération de futurs acteurs célèbres (par exemple : Evgueni Evstigneïev, Mikhaïl Kozakov et Tatiana Doronina, sa première épouse) sous la direction de Pavel Massalski. Il est nommé au théâtre régional de Stalingrad, où il demeure peu de temps, avant de rejoindre le théâtre du Komsomol de Léningrad avec sa femme, puis en 1959 dans la même ville, le théâtre Gorki. Les critiques sont sévères au début, il est - de son propre aveu - gêné dans le rôle de Stepan Loukine des Barbares de Gorki et il ne s'affirme au théâtre qu'au milieu des années 1960. L'adaptation cinématographique (1986) d'Oncle Vania (pièce de Tchékhov qu'il a jouée à de multiples reprises au théâtre) marque une date. Il y joue le rôle-titre dans une interprétation magistrale et une mise en scène d'Evgueni Makarov et de Gueorgui Tovstonogov.
Le cinéma soviétique lui apporte une immense audience, notamment dans les films à grand succès de Riazanov, comme Romance de bureau (1977), Une gare pour deux, film présenté au festival de Cannes 1983, ou bien dans Marathon d'automne, film devenu classique de Gueorgui Danielia (1980), etc. Dans les années 1980, il apparaît dans des films excentriques de Karen Chakhnazarov. Lorsque l'URSS commence à s'écrouler à la fin des années 1980, il s'investit dans la politique locale de Léningrad; il est un proche d'Anatoli Sobtchak et un partisan du retour au nom de Saint-Pétersbourg. Il est député entre 1990 et 1993 au début de la nouvelle fédération de Russie. Il abandonne la politique au début des années 2000 et se sent proche du parti Iabloko. Il poursuit sa carrière au théâtre.
Distingué artiste du peuple de l'URSS en 1984, Bassilachvili reçoit l'Ordre de l'Amitié en 1994. Il reçoit l'ordre du Mérite pour la Patrie de la IVe classe en 2004 et de la IIIe classe en 2009,. Le prix Nika dans la nomination "l'Honneur et la dignité" (Честь и достоинство) lui est remis en 2012. En 2014, il est décoré de l'ordre de l'Honneur par le président Dmitri Medvedev. La même année on lui remet un Masque d'or pour sa contribution à l'art théâtral russe.

## Vie privée
- première épouse, Tatiana Doronina, actrice, directeur artistique du Théâtre d'art Maxime Gorki depuis 1987;
- seconde épouse, Galina Mchanskaïa, journaliste, présentatrice de l'émission télévisée musicale Tsarskaïa loja (Царская ложа, Loge impériale) diffusée par la chaîne Rossiya K. Ensemble, ils ont deux filles, Olga et Ksenia[2] (travaille à l'Echo de Moscou).

## Filmographie
- 1964 : Le Bracelet de grenats (Гранатовый браслет) d'Abram Room : le prince Vassili Lvovitch Schein
- 1966 : La Grande Sœur (Старшая сестра) de Gueorgui Natanson : Oleg Medynski
- 1976 : Esclave de l'amour (Раба любви) de Nikita Mikhalkov : Savva Youjakov
- 1976 : Les Jours des Tourbine (Дни турбиных) de Vladimir Basov : Vladimir Talberg
- 1977 : Romance de bureau (Служебный роман) d'Eldar Riazanov : Youri Samokhvalov
- 1979 : Le Marathon d'automne (Osenniy marafon, Осенний марафон) de Gueorgui Danielia : Andreï Bouzykine
- 1980 : Quelques jours de la vie d'Oblomov (Несколько дней из жизни И. И. Обломова) de Nikita Mikhalkov : homme à Saint-Pétersbourg
- 1983 : Une gare pour deux (Вокзал для двоих) d'Eldar Riazanov : Platon Sergueïevitch (rôle principal)
- 1985 : Confrontation (Противостояние) de Semion Aranovitch : Vladislav Kostenko, colonel dans la milice soviétique
- 1986 : Le Coursier (Курьер) de Karen Chakhnazarov : Semion Kouznetsov
- 1989 : La Ville zéro (Город Зеро) de Karen Chakhnazarov : Vassili Tchougounov, écrivain
- 1991 : Promesse du ciel (Небеса обетованные) d'Eldar Ryazanov : l'ami du président
- 2000 : Les Romanov : une famille couronnée de Gleb Panfilov : professeur Sergueï Fiodorov
- 2005 : Le Maître et Marguerite de Vladimir Bortko (mini-série) : Woland